# Kampenlinjen
Kampenlinjen var en del af Oslos sporveje, der betjente kvarteret Kampen i det østlige Oslo.
Kampenlinjen blev oprettet af Kristiania Sporveisselskab i 1900 som en sidelinje til Gamlebylinjen fra Grønland ad Motzfeldts gate, Tøyengata og Hagegata til Brinken. Strækningen var enkeltsporet indtil 1921.
I 1957 fik Gamlebylinjen en ny strækning ad Schweigaards gate som et hurtigere alternativ til den gamle strækning ad Grønland. Denne blev imidlertid nedlagt i 1960 ligesom Kampenlinjen. Strækningen betjenes nu af buslinie 60.